# Korak do slobode
A Korak do slobode a Galija együttes 1989-ben megjelent nagylemeze, melyet az RTB adott ki. Katalógusszáma: 210668.

## Az album dalai

### A oldal
1. Noć (3:54)
2. Korak do slobode (2:50)
3. Na tvojim usnama (3:10)
4. Kopaonik (2:45)
5. Kad me pogledaš (4:45)

### B oldal
1. Sloboda (3:30)
2. Pevaju jutra (3:15)
3. Ljubavna pesma (3:20)
4. Nasmeši se (4:15)

## Közreműködők
- Nenad Milosavljević – ének
- Predrag Milosavljević – ének
- Jean Jacques Roscam – gitár
- Bata Zlatković – furulya
- Predrag Milanović – basszusgitár
- Boban Pavlović – dob

### Vendégzenészek
- Goran Šepa – ének
- Boban Marković – trombita